# SD건담 캡슐파이터
SD건담 캡슐파이터는 소프트맥스에서 제작하고 넷마블에서 서비스했던 3D 로봇 캐릭터를 조종하는 온라인 슈팅 게임이다.

## 게임 특징
일본의 <기동전사 건담>을 원작으로 한 이 게임은 건담의 종주국인 일본이 아닌 한국에서 처음으로 서비스되었다는 점에서 상당히 흥미롭다. 소프트맥스에서 개발하여 현재 넷마블에서 서비스 하다가 2015년 5월 29일에 서비스를 종료했다. 이로써 2007년 2월 27일에 출시한 이후 약 8년 3개월(3014일) 만에 서비스를 종료하게 됐다..

### 원작
기동전사 건담 시리즈(일본어: 機動戦士ガンダムシリーズ 기도우센시 간다무 -[*], Mobile Suits GUNDAM series), 또는 건담 시리즈는 일본의 로봇 애니메이션 작품인 《기동전사 건담》(機動戦士ガンダム)을 그 시초로 하고 있는 속편 및 외전, 동시에 건담(ガンダム 간다무[*], GUNDAM)이라는 이름을 가진 로봇('모빌 슈츠')가 등장하는 작품군을 가리킨다.
이 작품군은, 일본 및 세계의 애니메이션 및 서브 컬처계에 커다란 영향을 끼쳤다. 작품의 전개 양상도 TV판 애니메이션을 넘어서서, 영화, OVA, 만화, 소설, 게임, 특촬, 프라모델 등 건담 시리즈를 주제로 하는 수많은 작품들이 제작 발표되었다.
'기동전사 건담'은, 그 주제로는 로봇 애니메이션에 해당하면서도, 종래의 악의 조직 또는 우주인과, 정의의 편인 주인공이 싸우는 식의 이른바 '히어로틱한 묘사'를 탈피하여, 자체적으로 확립한 고유의 세계관 안에서 국가, 전쟁, 인물상 등을 묘사하며, '모빌 슈츠'라 불리는 인간형 로봇 병기는 어디까지나 병기의 하나로, 소도구 형태로 취급하였다. SF세계임에도 불구하고, 이러한 로봇의 상(像)은 이후에 리얼 로봇으로 불리게 되며, 이후의 로봇 애니메이션을 SF 차원으로의 발전으로 이어가게 된다.
건담 시리즈에 속하는 각 작품의 목록은 건담 관련 작품 목록을 참고할 것.

### 게임의 진행
키보드와 마우스로 조작을 하며, 게임은 크게 미션모드와 대전모드로 나뉜다.
미션모드는 협동미션 모드와 원작스토리를 따르는 원작미션 2종류가 있다.
대전모드는 최대 12명이 모여 6:6 로 플레이 할 수 있으며 6명이 팀을 맺어 플레이도 가능하다
대전모드는 전투 형태에 따라 각각 4종류(x->5종류)의 모드가 있다.
- 일반대전 - 상대를 격추 하고 획득하는 점수로 승패를 결정하는 모드
- 데스매치 - 유닛별로 제한된 부활 횟수를 가지고 끝까지 살아남는 팀이 이기는 모드
- 태그매치 - 데스매치와 비슷하나 미리 전함에 구성된 여러 유닛으로 끝까지 살아남는 팀이 이기는 모드
- 그리드전 - 태그매치와 같이 전함에 구성된 유닛으로 진행하나 팀마다 일정한 점수를 가지며 상대 팀의 점수를 다 깎는 팀이 이기는 모드
- 개인전(누락내용) - 말 그대로 개인전. 전체적인 룰은 일반대전과 유사한 모드.

최근 Rebirth 라는 타이틀로 대규모 패치를 하면서 대전모드가 한가지 추가되었다.
- 대장전 - 개인전과 마찬가지로 일반대전과 같은 룰을 적용하나 대장으로 지정된 유저의 활약에 따라 팀의 승패가 좌우되는 모드
- 5주년 업데이트로 ai대전이 추가되었다.
- ai대전:ai와 유저간의 대전,형식은 일반대전과 같다. 보상이 일반대전이나 데스매치에 비해 적다. (추가 - ai대전에 전함전이 추가되었다. 방식은 적의 전함을 파괴하면 승리한다)

### 유닛의 획득
랭크가 높은 유닛이 있을 수록 게임을 진행하기가 쉽다. 유닛을 얻는 방법은 크게 세가지로 구분된다.
1. 캡슐머신 사용 - 캡슐머신에서 캡슐을 뽑으면 랜덤으로 유닛을 얻을 수 있다. (추가 - 정해져 있는 유닛을 뽑는 일반캡슐과는 다르게 커스텀캡슐은 자신이 유닛을 지정해 뽑을 수 있습니다.)
2. 상점에서 구입 - 상점에서도 다양한 유닛을 구입할 수 있다. 그러나 거의 대부분의 경우 기간제 유닛(대여)이다.
3. 조합 - 상점에서 구입한 조합식을 이용하여 자신이 가진 유닛들을 조합해 새로운 유닛을 만들 수 있다.
4. 이벤트 - 일부 유닛들은 이벤트로만 배포하며 이벤트 기간이 지나면 얻을 수 없는 경우도 있다.

일부 조합식은 상점에서 구할 수 없는 경우도 있는데, 이러한 경우 미션모드에서 얻는 것이 대부분이다.
1. 조합식에 필요한 준비물은 상점에서 판매하는 대여 유닛으로도 조합이가능하다.

### 현재 등장 작품
- 기동전사 건담
- 기동전사 건담 제08 MS 소대
- 기동전사 건담 0080 주머니 속의 전쟁
- 기동전사 건담 0083
- 기동전사 Z 건담
- 기동전사 ZZ 건담
- 기동전사 건담 역습의 샤아
- 기동전사 건담 UC
- 기동전사 건담 F91
- 기동무투전 G 건담
- 신기동전기 건담W
- 신기동전기 건담 W - Endless Waltz -
- 기동신세기 건담 X
- 기동전사 건담 SEED
- 기동전사 건담 SEED DESTINY
- 기동전사 건담 00
- SD 건담 삼국전
- 턴에이 건담
- 기동전사 건담 age
- 모형전사 건프라빌더즈 비기닝 G